# Музыченко, Юрий Юрьевич
Юрий Юрьевич Музыче́нко (род. 8 июля 1987, Гатчина, Ленинградская область, СССР) — российский музыкант, актер театра и кино, видеоблогер, телеведущий, фронтмен и один из основателей рок-группы The Hatters.
Юрий также является директором тату-студии BACKSTAGE TATOO в Санкт-Петербурге, в прошлом — участник YouТube-сообщества блогеров «КликКлак».
В 2024 году стал лауреатом премии «ТОП 50. Самые знаменитые люди Петербурга».

## Биография

### Ранние годы
Родился 8 июля 1987 года в Гатчине в театральной семье.
В 2004 году закончил 9 классов гатчинской средней школы № 9. Занимался в музыкальной школе по классу скрипки. В 13 лет создал свою первую музыкальную рок-группу «Фобос».
После школы Юрий поступил в Санкт-Петербургскую академию театрального искусства. В качестве наставника выбрал художественного руководителя театра «Лицедеев» Виктора Соловьева, так Музыченко попал в мастерскую, где главным жанром была клоунада. Музыченко нравилась атмосфера «Лицедеев», он говорил, что «они настоящие рок-н-рольщики».
В театральное я попал, потому что нужно было где-то учиться, больше меня никуда не брали. После школы пошёл учиться в театральную академию на Моховой … А как вы понимаете, у академии денег нет на содержание творческих мастерских, поэтому все курсы набираются при театрах. И так вышло, что я попал в мастерскую театра «Лицедеи», где и остался работать, чему очень рад. Это чертовски интересная и редкая профессия.
В 2009 году Музыченко окончил вуз и устроился в коллектив «Лицедеев». Работал в амплуа драматического клоуна. Параллельно этому Юрий продолжал тренироваться в игре на скрипке, учился игре на барабанах, клавишных инструментах и гитаре.

### Музыкальная карьера
В 2011 организовал музыкальную группу «БКМСБ». Само название не имеет расшифровки и было выбрано, как символ свободы и отсутствия границ в творчестве. Музыканты играли в жанре, близком к альтернативному року. На фестивале уличной культуры «Snickers Урбания» группа стала победителем в номинации Urban Sound, она также участвовала в фестивалях «Мир против наркотиков», «Окна Открой», «Качели» и других.
В 2013 году для продвижения группы Юрий со своим приятелем и коллегой Александром Анисимовым (псевдоним «Кикир») запустили интернет-сериал о татуировках «Забитые». Проект стал набирать популярность с первого выпуска, в котором Юрий в прямом эфире под собственную музыку набил себе татуировку черепа. Затем Юрий с Александром путешествовали по России и Европе, и в каждом городе делали себе новое тату, а после открыли свой тату-салон BACKSTAGE TATOO в Санкт-Петербурге.
В 2015 году Юрий Музыченко временно покинул театр «Лицедеи». В это время он занялся созданием новой рок-группы The Hatters («Шляпники»). Юрий стал вокалистом и фронтменом группы. Все участники познакомились в театре «Лицедеи», среди них были музыканты, актеры, физики, татуировщики, автомеханики, клоуны, фотографы и операторы.
В 2016 году клип на песню Russian Style группы The Hatters стал вирусным в интернете и за 5 дней набрал более 1 млн просмотров. В апреле этого же года группа выпустила дебютный фолк-панк-альбом «Полная шляпа». После этого группа совершила концертный тур, участвовала в фестивалях «Нашествие», «Доброфест», «Дикая мята», там она презентовала свою новую песню «Кайфмэн».
Всего в составе группы The Hatters было выпущено 7 альбомов, 6 мини-альбомов, 1 лайв-альбом, 28 синглов и 7 саундтреков.

### Театр
С 2009 года Юрий работает в театре «Лицедеи». В 2015 году временно покинул театр.
В 2019 году играл на сцене «Лицедеев» в спектакле «Old School», он был одним из его авторов вместе с женой – Анной Музыченко.
В 2020 году участвовал в создании саундтрека к спектаклю Анны Музыченко «Bathroom», а в 2023 — к спектаклю «Красная шапочка».
Спектакли театра «Лицедеи» с участием Юрия Музыченко:
- Золушка@.Бал
- Елочная покатушка
- Вечера любви с Лицедеями
- Новогодние покатушки
- Новогодняя ночь с легендарными лицедеями
- Old School
- Новогодняя сказка о том, как звери поссорились, а потом помирились!

## Фильмография
- 2020 – Парадка – скрипач[14];
- 2020 – Когда же это кончится? – дед Мороз[15];
- 2021 – StalinUnlimited (короткометражка) – Сталин[16];
- 2021 – Луи Павильон – Луи[17];
- 2023 – Иван Васильевич меняет всё – солист русского хора[18];
- 2024 – Небриллиантовая рука – Джек Воробей.

## Телевидение
- 2020 – гость шоу «Вечерний Ургант» на Первом канале[19];
- 2021 – гость шоу «Музыкальная интуиция» на телеканале ТНТ[20];
- 2021 – гость шоу «Двое на миллион» на телеканале ТНТ[21];
- 2021 – гость шоу «Где логика?» на телеканале ТНТ[22];
- 2022 – гость шоу «Импровизация» на телеканале ТНТ[23];
- 2022 – ведущий шоу «Маска. Танцы» на телеканале СТС[24];
- 2023 – участник «КЛИКЛАК ШОУ» на телеканале СТС[25];
- 2023 – гость «Шоу Воли» на телеканале ТНТ[26];
- 2024 – ведущий мистического шоу «Место силы» на ТНТ[27].

## Интернет-проекты
- 2013 — шоу «Товаровед» на YouTube-канале «Давай Лайма»[28];
- 2015 — ведущий шоу "ТЫСЯЧА ЧЕРТЕЙ КАКАЯ ТАТУ ИСТОРИЯ"наYouTube-канале «Тысяча чертей, какая татуировка!»[29], участник шоу «Проблема»[30], «Эскизы от Лизы»[31];
- 2016 — присоединился к команде «КЛИККЛАК», снявшись во втором выпуске шоу «ТРЭШ ЛОТО»[32];
- 2018 — герой специального выпуска «Новая Россия» шоу «вДудь»[33];
- 2019 — гость в шоу «А поговорить?»[34];
- 2019 — гость в шоу «Вечерний кто-то»[35];
- 2019 — гость в шоу «Бар в большом городе»[36];
- 2019 — гость в шоу «Вписка»[37];
- 2019 — гость шоу «1+1»[38];
- 2020 — гость в шоу «Без души»[39];
- 2020 — гость в шоу CommentOut[40];
- 2021 — гость в шоу "А что ваааще происходит?"t[41];
- 2021 — гость в «ДНК шоу»[42];
- 2021 — гость в шоу «Контакты»[43];
- 2021 — гость в шоу «Подкаст Джарахова № 1»[44];
- 2021 — гость в интервью на YouTube-канале «Макарена»[45];
- 2021 — гость на канале GQ"[46];
- 2022 — гость в шоу «Громкий вопрос»[47];
- 2022 — «Город вопреки»[48];
- 2024 — гость в шоу «ОХ»[49];
- 2024 — гость шоу «Антонов такой Антонов»[50];
- 2024 — гость шоу «Пацаны»[51];
- 2024 — гость шоу «Плохие выдуманные новости»[52];
- 2024 — гость шоу «Есть вопросики»[53];
- 2025—  гость шоу «Натальная карта»

## Личная жизнь
4 сентября 2009 женился на Анне Никитиной. 26 ноября 2010 года родилась дочь Елизавета.
Свадьба Юрия и Анны Музыченко была во времена их студенчества. Чтобы добавить романтичности свадебному клипу, Юрий смонтировал его и наложил песню «Белое платье» группы «Чай вдвоём». Видео набрало популярность в интернете, его заметил коллектив исполнителей и предложил ребятам сотрудничество, в результате которого они записали профессиональный клип на песню и включили в него кадры со свадебного видео молодожёнов.

## Награды и номинации
- 2024 — лауреат премии «ТОП 50. Самые знаменитые люди Петербурга»[6];
- 2024 — в составе группы The Hatters номинант премии МУЗ-ТВ 2024 в номинации «Лучшая группа»[55];
- Победитель пяти премий «Чартова дюжина» в составе группы The Hatters в 2017, 2019, 2020 и 2024 годах[56][57][58][59];
- 2025 — в составе группы The Hatters номинант премии МУЗ-ТВ 2025 в номинациях «Лучшая группа» и «Лучший cover».